# Nazionale femminile under 20 di pallavolo del Giappone
La nazionale Under-20 di pallavolo femminile del Giappone è una squadra europea composta dalle migliori giocatrici di pallavolo del Giappone con un'età inferiore di 20 anni ed è posta sotto l'egida della Federazione pallavolistica del Giappone.

## Risultati

### Campionato mondiale Under-21
| Edizione | Piazzamento     | Formazione   |
| -------- | --------------- | ------------ |
| 1977     | 3º posto        | Convocazioni |
| 1981     | 3º posto        | Convocazioni |
| 1985     | 2º posto        | Convocazioni |
| 1987     | 4º posto        | Convocazioni |
| 1989     | 3º posto        | Convocazioni |
| 1991     | 3º posto        | Convocazioni |
| 1993     | 7º posto        | Convocazioni |
| 1995     | 4º posto        | Convocazioni |
| 1997     | 4º posto        | Convocazioni |
| 1999     | 6º posto        | Convocazioni |
| 2001     | non qualificata | -            |
| 2003     | non qualificata | -            |
| 2005     | 5º posto        | Convocazioni |
| 2007     | 3º posto        | Convocazioni |
| 2009     | non qualificata | -            |
| 2011     | 11º posto       | Convocazioni |
| 2013     | 2º posto        | Convocazioni |
| 2015     | 4º posto        | Convocazioni |
| 2017     | 3º posto        | Convocazioni |
| 2019     | 1º posto        | Convocazioni |